# Yōko Hayashi
Yōko Hayashi (林蓉子?, Hayashi Yōko; Matsushige, 23 dicembre 1983) è un'ex pallavolista giapponese.
Giocava nel ruolo di libero.

## Carriera
La carriera di Yoko Hayashi inizia a livello scolastico, con la formazione del Liceo Kyushubunka. In seguito gioca per quattro annate a livello universitario con la squadra della University of Tsukuba. Fa il suo esordio da professionista nella stagione 2006-07, quando debutta in V.Challenge League con le Sanyo Redthor, club nel quale resta per cinque stagioni.
Nel campionato 2011-12 debutta in V.Premier League con le Pioneer Red Wings, giocando nel club fino al termine campionato 2013-14, dopo il quale si ritira in seguito alla chiusura del club.